# 內文斯 (伊利諾伊州)
內文斯（英語：Nevins）是位於美國伊利諾伊州埃德加縣的一個非建制地區。該地的面積和人口皆未知。

## 地理
內文斯的座標為39°32′02″N 87°38′19″W / 39.53389°N 87.63861°W，而該地的平均海拔高度為207米（即679英尺）。